# 専門的機械的歯面清掃

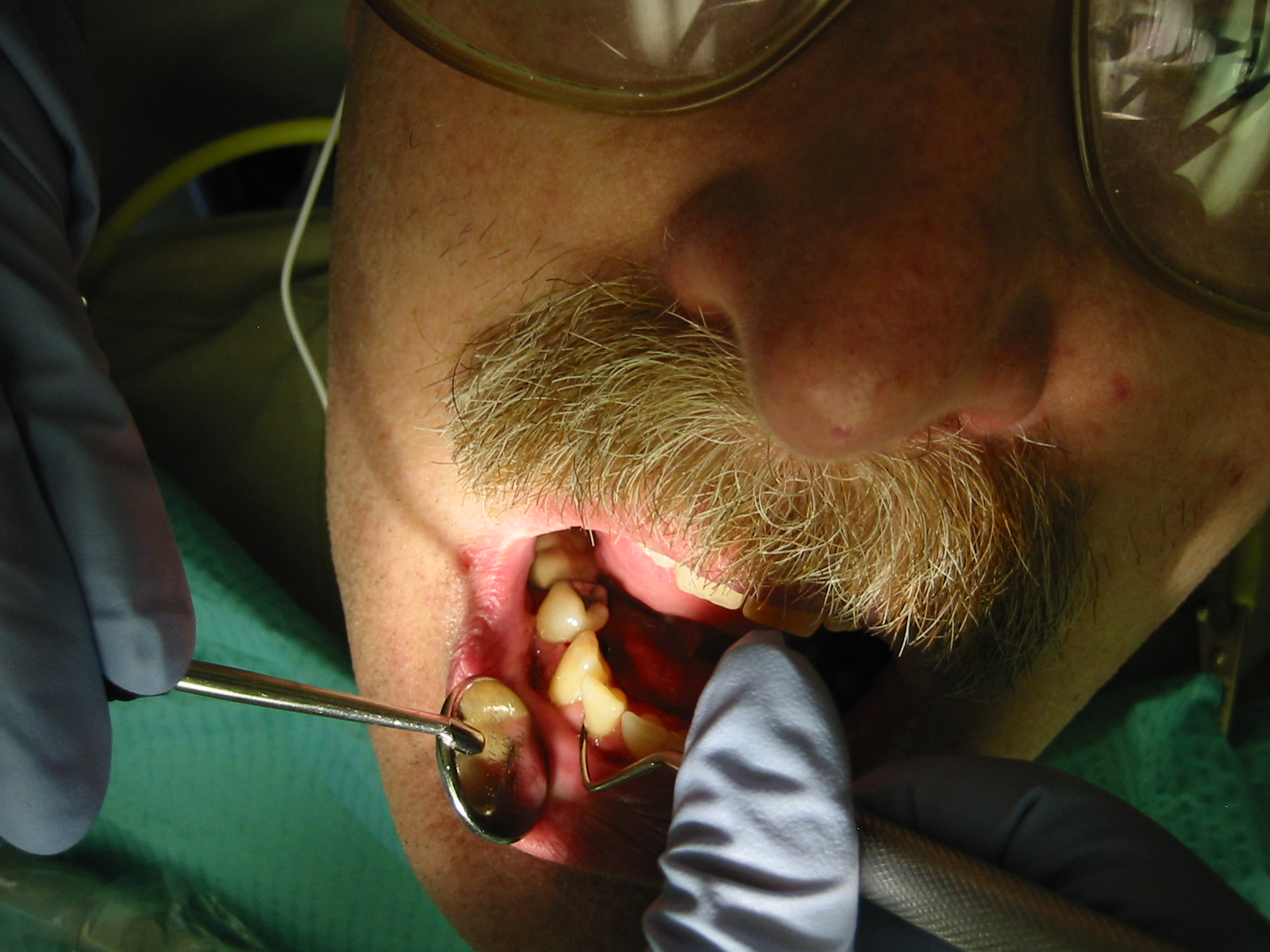
歯石は医療を受けなければ除去が難しい。

専門的機械歯面清掃（せんもんてききかいしめんせいそう、Professional Mechanical Tooth Cleaning、略称:PMTC）とは、スウェーデンの歯科医師ペール・アクセルソンが提唱した予防歯科医療の施術。アクセルソンによると、その定義は「歯科医療従事者（特にトレーニングを受けたデンタルナース、歯科衛生士、歯科医師）によって行われる歯科医療サービスで、プラークの選択的除去」である。歯肉縁下1 - 3mmまでに存在するプラークを機械的に操作するインスツルメントとフッ化物含有ペーストを用いて除去する。深い歯肉縁下プラークバイオフィルムも除去する場合は、広義のPMTCと表現する。
日常の歯磨きでは取り切れない歯石や外来着色物（ステイン）、バイオフィルムを除去する。主に歯周病の予防・メンテナンスとして行われ、齲蝕予防法である高濃度フッ素塗布や3DS(Dental Drug Delivery System)などの前処置として使用される。

## 方法
歯科医院において歯科医師や歯科衛生士などの有資格者がブラシ、研磨剤、超音波、フロス等を使って歯面を清掃する。PMTC提唱者のアクセルソンは自書の中で、PMTCとポリッシングは明確に違うと記している。回転ラバーカップとプロフィペーストを使い，頬側面・舌側面・咬合面のいわば“ノンリスク面”でセルフケアによってほとんど一日二回磨いている場所を含めるような予防処置やポリッシングは“ペテン”とみなしてしかるべきと、厳格に区別している。つまり、アクセルソンのいうPMTCとはあくまでリスクのある部位を対象にしていることに注意すべきである。

## 費用
現状では健康保険が適用される歯石除去に含まれ、実施の判断は歯科医院に委ねられている。一部の歯科医院では独立した診療内容として扱われ、自由診療（保険外診療）とされている場合もある。2006年（平成18年）4月の診療報酬改定からは報酬面からの若干の評価が行われる予定である。